# 7thGARDEN
『7thGARDEN』（セブンスガーデン）は、泉光による日本の漫画作品。『ジャンプスクエア』（集英社）2014年9月号から連載中。話数カウントは「root.○」。2017年4月号の本編の締めのページ部分にて5月2日にジャンプスクエアのサイトに場を移して連載すると発表されたが、作者が急病のため一時休載状態となり変更されて6月2日より再開予定となったが、作者の都合でまたも延期となり現在休載中。

## あらすじ
二つの月が見える星に、人々が文明を築き上げていた。蒸気機関が最先端技術で、電気を利用する技術は未だ現れていない。
宣周歴718年、その星に存在する七つの大州の一つであるエクシブには、その星の世界最大の宗教であるアンティクォリスト教を国教とする「神聖ブレイス王国」が存在していた。
神聖ブレイス王国の片田舎、カルナの村に、猛獣「カルナの悪魔」を討伐すべく出かけた
庭師・アウィン＝ガードナーは、カルナの悪魔を討伐後、蔦に絡まった美しい女を見つける。女は千年の眠りから目覚め、自らを悪魔「ヴィーデ」と名乗った。
ヴィーデは天使を一人残らず殺す、と言う。
ヴィーデはアウィンを契約者として、この世のものならざる物質の鉈に変化し、カルナの村を襲う賊を退ける。

## 登場人物

### 主要人物
アウィン＝ガードナー
本作の主人公。カルナの村の屋敷の庭師。17歳。
旧名はアウィン＝グラジオラス。騎士団長の父を持つ良家の出身だったが、理不尽な魔女裁判により父が処刑されたことで家は没落、母と2人アトラの山奥に逃れるがほどなくしてその母も自殺し1人になる。その後しばらくは山奥で獣同然の生活をしていたが、6年前にマリィと出会い屋敷の庭師としてカルナ村に招き入れられた。このときの恩義からマリィや屋敷の使用人たちを「新しい家族」として大事に想っており、彼女らを傷つける者には一切容赦しない。
ヴィーデ / マリアンヌ＝デュナミテス
アウィンの落ちた洞穴で眠っていた美しい悪魔。赤毛のロングヘアの髪型をした美女の姿をしており、ボンデージ風の服装をしている。自称18歳。アウィンと悪魔の僕の契約をしてからはカルナの村の屋敷で使用人になった。大の甘党。
かつて他の天使たちとは仲間であったが、何らかの経緯で彼らから「サイバーウィルス『アルカ』の製作及びそれによる国家転覆未遂」という無実の罪を着せられ1500年の懲役刑を受けてしまう。そのことから彼らを深く憎んでおり、その10年後に6人のS級悪魔を連れて脱獄した後、「この世界の小人を支配する6人の天使をすべて地に落とし、私の世界を取り戻す」ことを望んでいる。
ヴィーデはマリアンヌのもう一人の人格であるらしく、ヴィーデとマリアンヌが話し合ったり、入れ替わる描写がある。

### カルナ村
マリフィエル＝フィアクル
カルナの村の屋敷の令嬢。14歳。愛称は・マリィ。アウィン以外使用人達はそう呼ぶ。カルネシエ（イオラ）の実子ではなく、親に捨てられ教会で死にかけていたところを拾われた。
カルネシエ=フィアクル
カルナの村の屋敷の主。
イオラ
少年。ヴィーデの甥（ヴィーデの姉の子）。アウィンのこれまでを知っており、その素性はマリィの父親のカルネシエ=フィアクル。ヴィーデと同じく悪魔の力を行使できる。アウィンには「味方でなく手伝っているだけ」と言っている。
アシュリエル＝ハウスキーパー
カルナの村の屋敷の家政婦長。通称・アシュリィ。屋敷の使用人のうち、最も古株の人物。
6年前、両親を亡くし山に住み着いて旅人を襲っていたアウィンにハンデ有りの勝負に圧勝後、一連の悪行の罰を与え反省させた。アウィンをヴィーデの契約者として強く推した人物でもある。ヴィーデ以外にアウィンの本性とこれまでの人生を知っている数少ない人物の一人である。昔は南海の黒豹と呼ばれていたらしい。リズのこの世界での仮の姿。
リズ
アウィンとヴィーデがイレイン王国へ行っている間にイオラと共にカルナの村の屋敷を天使から手出しできないようにしている。
イルミナ＝メイドサーバント
カルナの村の屋敷の使用人。奴隷だったがマリィの父親に買われて屋敷に来ることになった。レイブーグに洗脳されて契約者にされた挙句「禁忌の果実」により怪物に変えられ、アウィンに倒される。
フィゴル
カルナの村の屋敷の使用人。魔女狩りから運良く生き延び、放浪していたところを拾われた。
ハオマ
カルナの村の屋敷の使用人。元はマフィアの娘だったが、抗争で仲間を殺され逃げていたところを保護された。
カルネシエ＝フィアクル
カルナの村の屋敷の主人。マリィの父親。イオラのこの世界での仮の姿。

### 天使
名前の表記は「天使としての名/本名」とする。
レアキム / モロクルス＝ヴァレンタイン
第一天使。新しい理論が発表される時期を選定し文明が進歩しすぎないように阻止する役割を担っている。見た目は小柄な美少年だが、現実の姿はオタク風の小太りの青年である。頭が禿げているのを隠すために帽子をかぶっているが、本人は「おデコが広いだけ」と禿げていることは認めておらず、そのことを指摘されると激しく反発する。アリスの作ったケーキが大好物。
マリアを裏切ったことを後悔しており、彼女の生存を知ってからは他の天使たちを裏切ってマリアに協力する。
レイブーグ / ロキヘル
第二天使。人間を生物兵器に変化させる「禁忌の果実」の開発者。眼鏡を掛けた知的な青年で丁寧な口調で話すが、激しやすい性格で感情が昂ぶると口調と態度が荒々しくなる。プライドを何よりも重んじており、「どんなに負け続けていても最後の一戦に勝つことができれば永遠の勝者」という思想を持つ。
過去にマリアと数多くの対戦ゲームをして38勝875敗と負け越しており、マリアを倒すことに執心しているが、マリア本人からは「自尊心の高い馬鹿」と見下されており、レイトゥラエからも数多くの難癖を指摘されている。
レイトゥラエの計画に不信感を抱いており、彼に反旗を翻す。
レアファル / レヴィアート＝シュレディングス
第三天使。セラスと契約し神聖ブレイス王国を影で支配している。見た目は爆乳美女だが、現実の姿は男性であり、他の天使やヴィーデからは「カマ野郎」などと呼ばれており、機嫌が悪くなると荒々しい本性が剥き出しになる。レイトゥラエに好意を抱いている。
アウィンとヴィーデが初めて遭遇した天使で、敗北して追い詰められるもレイトゥラエの介入により救われる。その後、レイブーグに唆されマリア抹殺のために彼からもらった「禁忌の果実」と新たな契約者であるヤコブを引き連れてカルナの村を襲撃する。怪物化した村人とハイパーセラスでアウィンとヴィーデを追い詰め、介入したリズとイオラもヤコブスと共に圧倒するが、決意を新たにしたアウィンにヤコブスを倒され、自身もアウィンとリズのキックを受けて倒された。その後、アウィンに命を救われ、戦いの終結のために協力させられる。
レイル / ベルフェール＝フォグレット
第四天使。イレイン王国を影で操っている。ヴィーデや他の天使からはベルの愛称で呼ばれる。人々を操ることを「人形劇」・「ミニチュア遊び」などと言い自分の掌の上で踊らせることを楽しんでいる。青い髪のツインテールの髪型をした少女の姿をしており、白いスクール水着とセーラー服を合わせたような服を着ている。
オルニシェルを使い革命を裏で操っていた。その後はエリザベートを騙しアウィンとヴィーデを殺そうとしたが、ヴィーデの攻撃「閃薙鋏（せんていばさみ）」によって返り討ちにされ体を真っ二つにされる。その後、マリアに直接殺された。
マリアとは元親友。好物は飴とミニチュア遊び（＝この世界の混乱）。
レイトゥラエ / ウルペース
第五天使。天使たちのリーダー的存在。
レイカラヴ / ハルーフ
第七天使。レイルの死に号泣するほどの泣き虫で仲間想い。

### 神聖ブレイス王国
セラス＝C=ブレイス
神聖ブレイス王国グリストス三世の第5王子にしてクイント大聖堂の司教。北方の地クイントルを治めている。昔は辺境の地を治めていたが、レアファルと契約し力を得たことで今の地位まで出世を遂げた。口癖は「粛清」であり、重税の抗議に来た民衆をその力で皆殺しにしてしまうなど冷酷。しかしアウィンとの勝負に負けた際にレアファルにも見捨てられ、ヴィーデの作った空間に取り残された。レアファルがカルナの村に攻めてきた時、彼女によってその空間から救い出されたものの、「禁忌の果実」を食べさせられ、ハイパーセラスへと変貌させられてしまう。その後、アウィンに撃破されて死亡した。
未熟非才な人物で幼少から何をやらせても才覚がなく「泣き虫セラス」として兄達や王侯貴族達から見下されてきた過去があり、王国の政治に携わる事も全く許されていなかったばかりか、辺境へ一方的に左遷されてしまった。そのため、歪んだ上昇志向を持っており、いつか兄達を見返すことを望んでいたところをレアファルに付け込まれてしまった。自身の不幸な境遇を嘆いていた模様であり、ハイパーセラスへ変貌させられている最中は自分ばかりが悲惨な目に合っている事を嘆く発言をしている。
イシク＝グリフィット
アンティ騎士団の騎士であり、アンティ＝エイワス学院で剣の指導をしている。アウィンとは旧知の仲。レイトゥラエの契約者でもある。
ドロテア＝グラジオラス
アウィンの母。病気で屋敷からほとんど出られない体だが、たびたび病室から抜け出していた。アウィンに、大切な人を護れる本当の強さを教えてくれた。
オルラが処刑された後、都からアトラ村へ行くことになるが心労と薬が買えないことで病気が悪化し、アウィンの重荷にならないために首吊り自殺した。
オルラ＝グラジオラス
アンティ第五騎士団の団長であり、アウィンの父。優しく聡明で、互いに譲り合うという、人間の正しい在り方を唱えていた。
病気で屋敷からほとんど出られないドロテアのために少しでも美しいものがれるようにと庭のデザインや庭仕事をしていた。
宣周歴709年、都での連続殺人事件、”切り裂きサドック”の犯人として大量殺人の罪で死刑にされた。
バトラール枢機卿
首都協会法王補佐。オルラに武装準備の強硬派の考えを改めるよう説得するため、オルラの屋敷で強硬派を集めた食事会を設けるように要請していた。
アリス＝シャスティ
突然、アウィンの部屋にレアキムと共に現れた娘。ブレイスに存在するケーキ屋「アスティチーノ」のパティシエであるという。レアキムはアスティチーノの常連だという。鋭い嗅覚、物怖じしない性格、人を喰ったような掴みどころのない雰囲気、そして鋭い洞察力を備える。
ルイス＝シャスティ
アリスの祖父で天文学者。宇宙に関する研究を進めていたが、教会から危険思想と見なされ投獄された。
ヤコブス＝ファースト
第5使徒部隊隊長で、レアファルの新たな契約者。数多くの裏の仕事をこなして来た教会最強の使徒であり、近接戦闘で右に出る者はいない。

### イレイン王国
オルニシェル＝ペタンコート
通称「悪魔の王妃」。本来は民を想う心優しい人物だが、レイルに唆されて浪費と弾圧と我儘に満ちた贅沢三昧の生活を送り続けた挙句彼女に言われた通り、記者に「麦がなくてパンが作れないなコーンでタシュカリを作ればいいじゃない!」と言ったため市民革命が起き、処刑される。
おまけによると国王との間に子供が中々できず、更に王がデウス艦隊の整備ばかりに興味を示していたため孤立しており、その寂しさの間隙をレイルに突かれて浪費を繰り返してしまっていた。本来の彼女の人格を良く知るエリザベートにとっては心優しい義姉であったため、事実を理解せず死後も遺体を放置して辱める革命政府への憎悪を募らせることになる。
エリザベート＝ラドゥリエル
元イレイン王国王女。オルニシェルの義妹。レイルに唆されてアウィンとヴィーデと戦うも敗北し、自分が暴れた結果落命したアイシアの姿を見てしまい衝動的に自殺しようとしてしまうが、その後のマリアの叱責から自分自身の弱さを自覚し強くなることを誓う。その後、神聖ブレイス王国の修道院で25年間過ごした後、イレイン王国の王政復古に伴って祖国へ呼び戻され国の建て直しに尽力する。
アイシア＝アナヒータ
エリザベートの侍女。エリザベートとは主従関係を越えた深い絆で結ばれている。市民革命による混乱に乗じて逃げ延び、エリザベートを救う機会を狙っていた。アウィンとエリザベートとの戦いに巻き込まれて命を落とすが、マリアによって復活しエリザベートと共に神聖ブレイス王国の修道院へ送られる。
レギオン将軍
市民革命隊長。右目に眼帯をしている。レイルからも一目置かれる人格者であるが、5年後に革命戦犯者として新政権に処刑される運命にある。
市民の自由を求めて革命を主導した人物の一人だが、エリザベートの暴走で牢獄が崩壊しかかった際には市民を避難させつつ、牢獄内の王党派の人々を助けに行こうとしたり、崩落に巻き込まれかけたアイシアを庇い落命する等、基本的には立場関係無しに行動する事が出来る人格者である。

### ナワト
武将バイパルス
カトレアの侵攻を受けたナワトの民の指導者。レイブーグの話によると、死を恐れず敵を蹴散らし進む大男であったらしい。レイブーグに唆されてカトレアの軍隊と戦うも追い詰められ、彼に助けを求めるが「禁忌の果実」を食べさせられて怪物化した。

### 現実世界
セフィライダアト
ヴィーデの姉。
ホンゴウ＝マサル
顔をフルフェイスマスクで覆い隠している男性。マリアと共に脱獄したS級悪魔の1人で、巨大な大剣を武器とする。通称「サムライマン」。過去に裏闘技場で280人を殺害した罪で127年の懲役刑に服していた。
J3（ジェイ3）
本名不明。男性。通称「メテオライト」。マリアと共に脱獄したS級悪魔の1人。起爆スイッチが仕込まれた十字架を手にした怪しげな風貌の宗教家で、様々な爆発物を操る。過去に103件のテロ行為を行った罪で5000年の懲役刑に服していた。
切り裂きサドック
マリアと共に脱獄したS級悪魔の1人で、素性不明の美女。左目に眼帯をしており、卓越した剣術の腕前を持つ。
イオラ＝テイカー、リズ＝テイカー
通称「双頭の電龍」。マリアと共に脱獄した2人組のS級悪魔。ハッキングを得意とする。過去に不正アクセスによる国家反逆罪で936年の懲役刑に服していた。
洪 美宋（ホン ビソン）
通称「悪魔H」。マリアと共に脱獄したS級悪魔の1人。16歳の小柄な少年で、射撃の名手。過去に殺人・強姦・誘拐などの罪により、28000年の懲役刑に服していた。

## 用語

### 7thGARDEN
アウィンたちの住む世界。
その実態は、セフィラによって制作された過去の現実世界を再現した電子空間であり、通称「匣庭」。アウィンたち「小人」や「匣庭」内に存在する物は全てデータで構築された存在に過ぎず、天使・悪魔は「化身」を通じてそれらを編集・修復することができるが、その一方で様々な制約を伴う。
現実世界とは時間の概念が異なり、ヴィーデとリズの会話から現実世界の1年は、「匣庭」では100年に相当する模様。

#### 地理
神聖ブレイス王国
アンティクリスト教を国教としている。セラス曰く、1000年前、偉大なる者クォリストは、夢の中で天使より七つの言葉を授かり、その意志を継いだセラスの祖もまた天使より建国の命を受け、建国されたと伝えられている。
神聖ブレイス王国の南西にはアウィン等の住むフィアクル家があるカルナの村が、北端の国境沿いにはセラス王子が統治していたクイントルがある。
イレイン王国
ブレイスより南の隣国。言語はイレイン語。浪費と弾圧と我侭に満ちた王宮に国民は立ち上がり、レギオン将軍が市民を率いて宮殿を制圧。国民は独立議会を設立し、王政は終わりを告げる。
作中では描写されていないが、デウス艦隊と呼ばれる強大な海洋戦力を有している。
3巻のおまけ漫画ではイレイン市民政権はわずか20年で崩壊し、唯一の王族であるエリザベートを呼び戻すことになり王政復古が行われるとされる。
カトレア帝国
ブレイスより東の隣国。蒸気戦車と呼ばれる兵器群を有する軍事帝国。世界最先端の技術力を持つとされている。

#### 宗教
アシュリエル＝ハウスキーパーの発言より、以下の宗教があることが確認されている。
アンティクォリスト教
エクシブ全域
起教
アーミス地域
ナワト教
ナワト最大勢力
アロム教
アトラトナン大陸
イシュ教
テスカトリ

### 天使・悪魔
アウィンたちの住む世界に干渉する人知を超えた存在。人間の体に触れるだけでその人間の情報を書き換えるなど計り知れない力を有する。
その正体は現実世界の人間が「匣庭」に干渉するための「化身（アバター）」。本体である現実世界の人間（マスター）は黒いパワードスーツを纏った姿をしており、中にはレアキムやレアファルなどのように「化身」とは性別や外見が異なる者も存在する。また、マスター不在時に「化身」の操作を担当する人工知能も搭載されている。
祝装
天使・悪魔が武器化した姿。全部で9種類存在する。天使・悪魔が契約者と手を繋ぎ、掛け声（天使の場合は「ユアンゲリオン」、悪魔の場合は「デモンベリオン」）を合わせることで変身する。契約者に絶大な力をもたらす一方で、容量による使用制限があるほか、祝装が傷付くと本体である天使や悪魔にまでダメージが及ぶ。
その正体は、セフィラが7大天使を元に作成した編集ツール。「匣庭」内の制約を無視して広範囲の情報編集を一度に可能とする所謂「大量編集兵器」であるが、製作者であるセフィラの仕様により、契約者となる「小人」がいないと使用できない。
レアキム
第一天使レアキムをモデルに作られた祝装。ヘルメスの杖の先に地球ゴマをつけたような形状をしており、光を束ねフィールドをコントロールする能力を持つ。光を一点に集中させて光線を放ち相手を焼き尽くすほか、光の反射と屈折を利用して幻影を作り出すこともできる。祝装の性質故に日陰では能力が発揮できないほか、物理的な耐久力が低いという弱点がある。また、武器化と同時に契約者の服装は魔法少女のような服装に変化する。
レイブーグ
第二天使レイブーグをモデルに作られた祝装。槍のような形状をしており、先端の蕾のような部分を開いて内部の砂時計を晒し、マーキングした対象の時を止める「時間停止」の能力を持つ。対象の動きや意識を封じた隙に死角へ回り込んで不意討ちする戦法に長けているほか、時間停止の能力を使用者の肉体にかけることで疑似的な無敵状態となることも可能。優れた付属能力を持つ半面で、刃の部分が小さく攻撃力が低く設定されているほか、マーカーが対象に届くまでに僅かなタイムラグがあり、その間にマーカーを避けられてしまうと時間停止を発動できない、さらに、時間停止中の対象には物理的な干渉が一切できないため攻撃するには一旦解除する必要があり、その際に一瞬の隙ができてしまうことが弱点。
制限解除形態は時間が巻き戻ったかのように位置情報を含めた完全修復を行う「全ては有」。
レアファル
第三天使レアファルをモデルに作られた祝装。翼を模った4台の巨大な砲台のような形状をしており、追尾式の粒子光線を発射する。防御力にも長けており、盾として使用することも可能。
制限解除形態は4台の砲台全てが合体し、巨大な光線を発射する「神の咆哮(ハウルオブゴッド)」。
レイル
第四天使レイルをモデルに作られた祝装。巨大な拳のような形状をしている。近接戦闘のみのために圧縮された腕は全ての部位がレイドゥゲイが通らないほど頑強であり、強力な打撃技を得意とする。
レイトゥラエ
第五天使レイトゥラエをモデルに作られた祝装。サーベル状の長剣と右腕を覆う篭手がセットとなったような形状をしている。レイドゥゲイよりは威力は劣るが、装備者にレイブーグのマーカーを回避するほどの超神速のスピードをもたらし、斬撃と同時に刃先から衝撃波（ソニックブーム）を放つ。レイトゥラエが祝装のコードを解析したことにより、祝装自体が強化され、相手の全方位から無数の真空の刃を発生させて切り刻む「刃の檻（ステイシスブレイド）」が使用可能となっている。
レイドゥゲイ
ヴィーデが武器化した姿で、第六天使レイドゥゲイをモデルに作られた祝装。漆黒の大鉈のような形状をしている。切れ味と防御力に長けた攻防一体の武器で、両方の柄を握ることで鋸を模した双剣のような軽量形態「閃薙鋸」に変化する。制限解除形態は大鋏のような形状に変化し、相手を両断する「閃薙鋏(せんていばさみ)」。
イオラ
イオラが武器化した姿。弓矢のような形状をしており、無数の光矢を発射する。レアファルと比べて威力が劣るほか、容量が少ないのが弱点。
リズ
リズが武器化した姿。漆黒の斧のような形状をしており、刀身と柄を連結する鎖を伸ばすことで、鎖付き鉄球のように使用することが可能。イオラと同様に容量が少ないのが弱点。
禁忌の果実
レイブーグが開発した小人強化プログラム。不気味な口の生えた無花果、もしくは羽虫のような形状をしており、投与した生物を異形の生体兵器へと変貌させる。投与された生物は理性を失い天使・悪魔の力を以てしても修復できなくなるが、容量による制限を伴わない戦闘が可能となる。

### 現実世界
マリアたちが住む「匣庭」の外の世界。宣周歴1035年に発生した「砂の大洪水」とその後の戦争により文明が滅び、退廃した世界と化しているが、一部の富裕層は地下都市へ避難し、破滅を先延ばしにするだけながらも豊かな生活を送っている。

## 書誌情報
- 泉光 『7thGARDEN』 集英社〈ジャンプ・コミックス〉、既刊8巻（2017年5月2日現在）
  1. 2014年12月9日発行（12月4日発売[集 1]）、ISBN 978-4-08-880265-7
  2. 2015年5月6日発行（5月1日発売[集 2]）、ISBN 978-4-08-880342-5
  3. 2015年9月9日発行（9月4日発売[集 3]）、ISBN 978-4-08-880474-3
  4. 2015年12月9日発行（12月4日発売[集 4]）、ISBN 978-4-08-880551-1
  5. 2016年4月9日発行（4月4日発売[集 5]）、ISBN 978-4-08-880659-4
  6. 2016年8月9日発行（8月4日発売[集 6]）、ISBN 978-4-08-880758-4
  7. 2016年12月7日発行（12月2日発売[集 7]）、ISBN 978-4-08-880830-7
  8. 2017年5月7日発行（5月2日発売[集 8]）、ISBN 978-4-08-881054-6